# 조선무

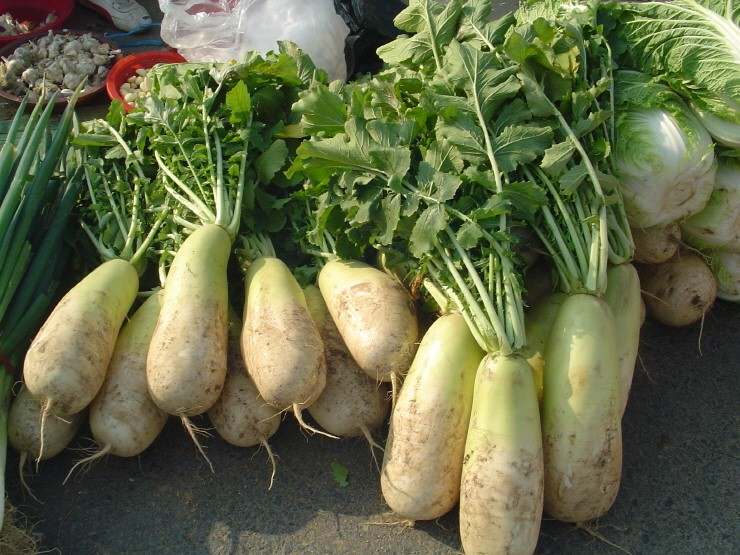
조선무

조선무(朝鮮-, 영어: Korean radish)는 무의 일종이다. 복지무, 둥근무로도 부른다. 같은 흰무에 속하는 왜무보다 둥글고 단단하며 윗부분이 푸르다.
깍두기나 김치 용으로 재배하며, 주요 품종으로는 진주대평무·중국청피무·용현무·의성반청무 등이 있다. 뿌리의 지름이 7-8cm, 길이가 20cm 정도 되며, 무게는 800-900g이다. 재배기간은 약 3개월이며, 얼지 않게 흙 속에 움저장하면 다음해 봄까지 저장이 가능하다.

## 생태
한해살이 또는 두해살이 초본식물로, 크기는 20-100cm이다.
뿌리는 비대한 원기둥 모양으로, 다이아스테이스가 들어 있다. 뿌리의 윗부분은 줄기이지만 경계가 뚜렷하지 않다. 뿌리는 지름이 7-8cm, 길이가 20cm 정도 되며 무게는 800-900g이다.
땅속줄기에서 긴타원모양 잎이 돋아 땅 위로 나오는데, 잎자루의 양쪽에 여러 개의 작은 잎이 새의 깃 모양처럼 붙어 있으며, 털이 있다. 줄기 꼭대기에 나는 갈래조각이 가장 크다.
꽃대는 1m 정도 자란 다음에 가지를 치며, 그 밑에서 총상꽃차례가 발달한다. 4-5월에 피는 꽃은 연한 자주색 또는 거의 흰색이고, 십자형으로 배열되며 꽃자루가 있다. 꽃받침조각은 7mm 정도로, 선상 긴 타원형이고 꽃잎은 넓은 도란상 쐐기모양이다. 꽃잎이 꽃받침보다 2배 정도 길다. 암술 1개와 넷긴수술이 있으며, 수술대 밑에 소선체가 있다.
열매는 굳은열매로, 4-6cm로서 터지지 않으며 단단한 껍데기와 깍정이 안에 적갈색의 씨 1-6 개가 들어 있다.

## 같이 보기
- 게걸무
- 보르도무
- 비트
- 래디시
- 사탕무
- 순무
- 열무
- 왜무
- 청피홍심무
- 초롱무
- 총각무
- 콜라비